# Cá nóc chuột vân bụng
Cá nóc chuột vân bụng (danh pháp khoa học: Arothron hispidus) là một loài cá nóc kích thước trung bình, màu xám ánh sáng màu với những đốm nhỏ màu trắng. Loài này được tìm thấy ở Đông Nam Đại Tây Dương, Ấn Độ Dương-Thái Bình Dương, phía đông Thái Bình Dương. Chúng sống ở độ sâu khoảng 3-35 mét. Môi trường sống của chúng gồm rạn san hô, đầm phá, cửa sông, các hồ thủy triều. Chúng ăn thịt có chứa calci hoặc tảo san hô, động vật thân mềm, tunicates, bọt biển, cua, giun nhiều tơ sâu, sao biển, urchin, nhuyễn thể. Chúng sống đơn độc.

## Hình ảnh

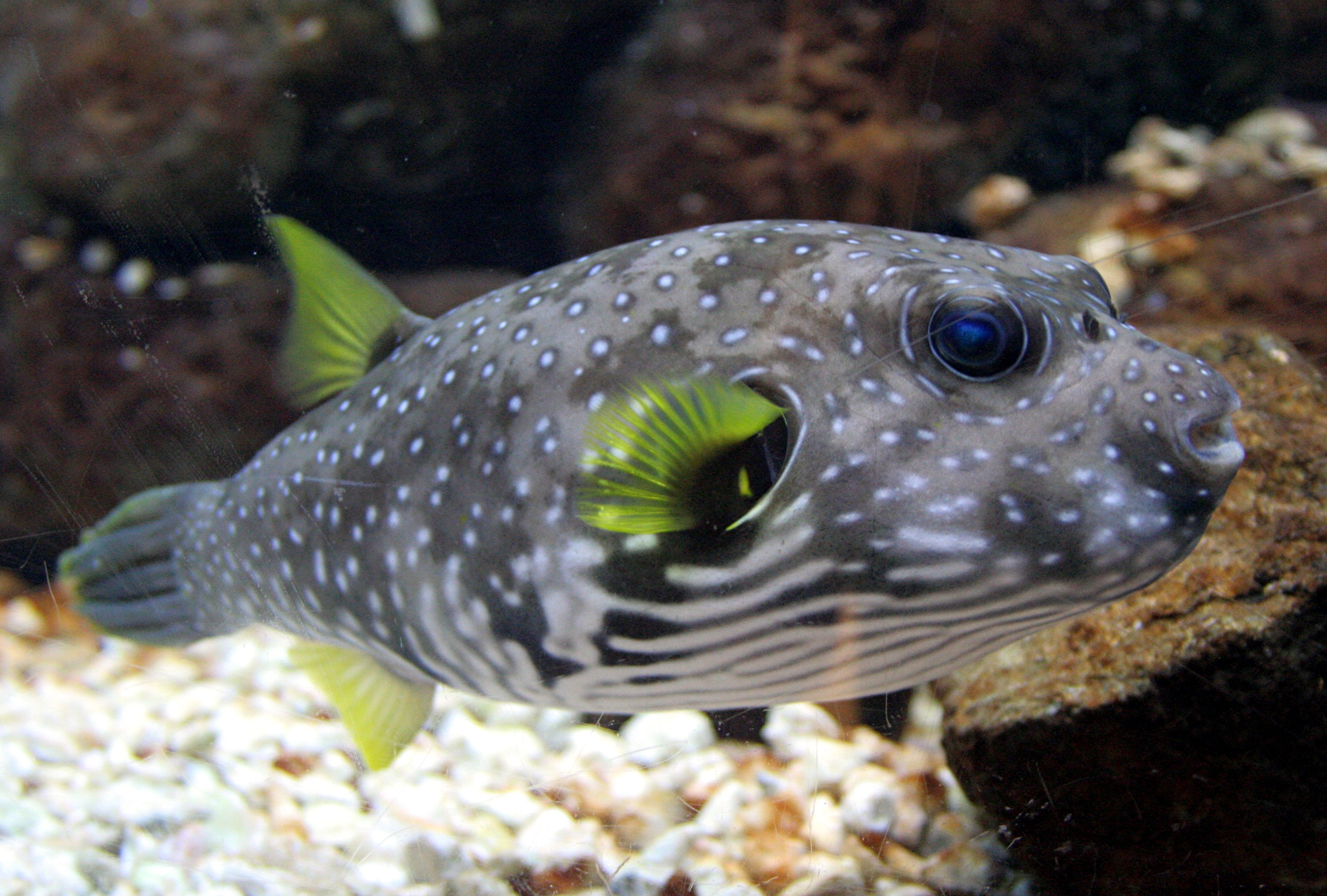
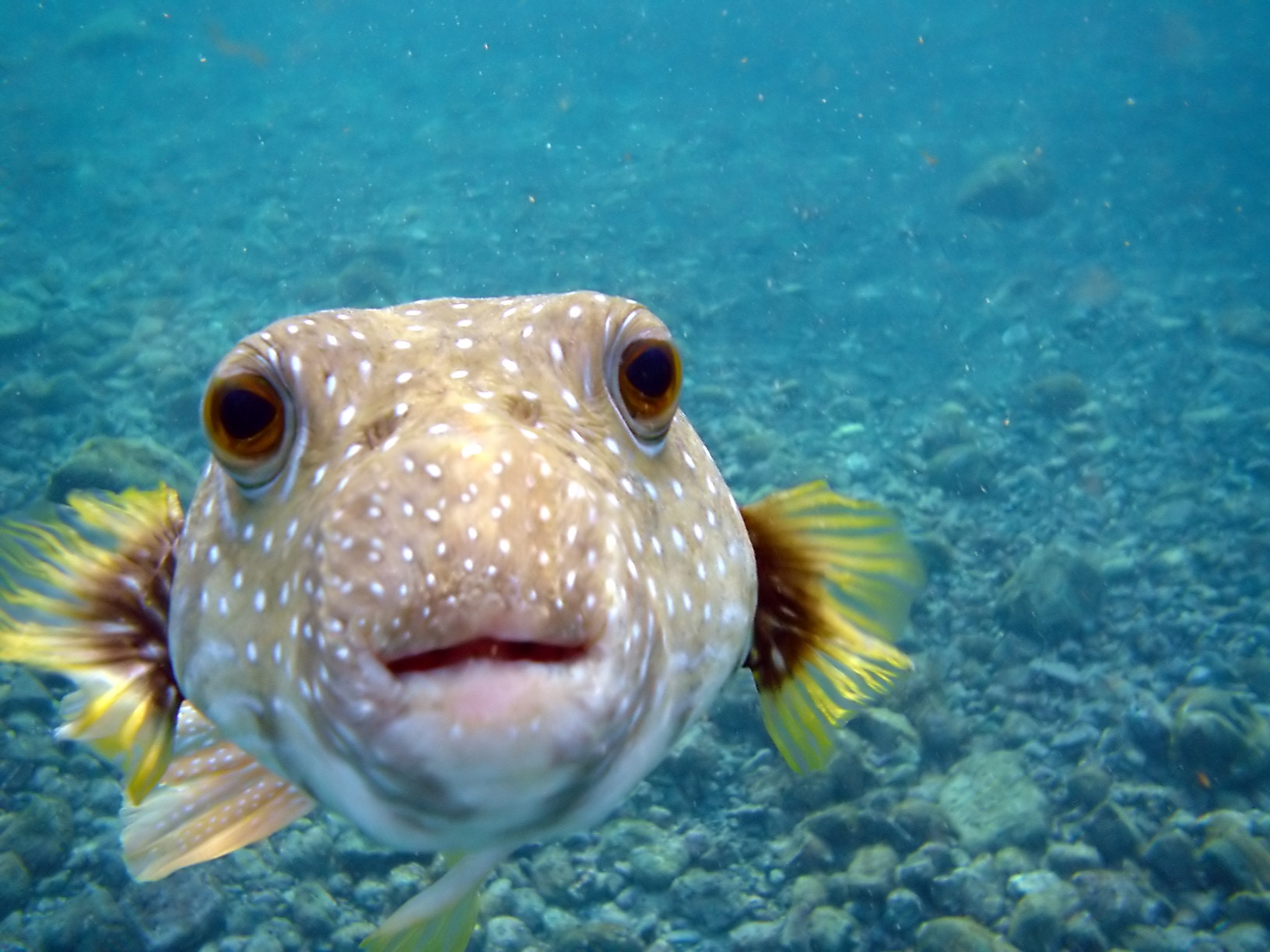
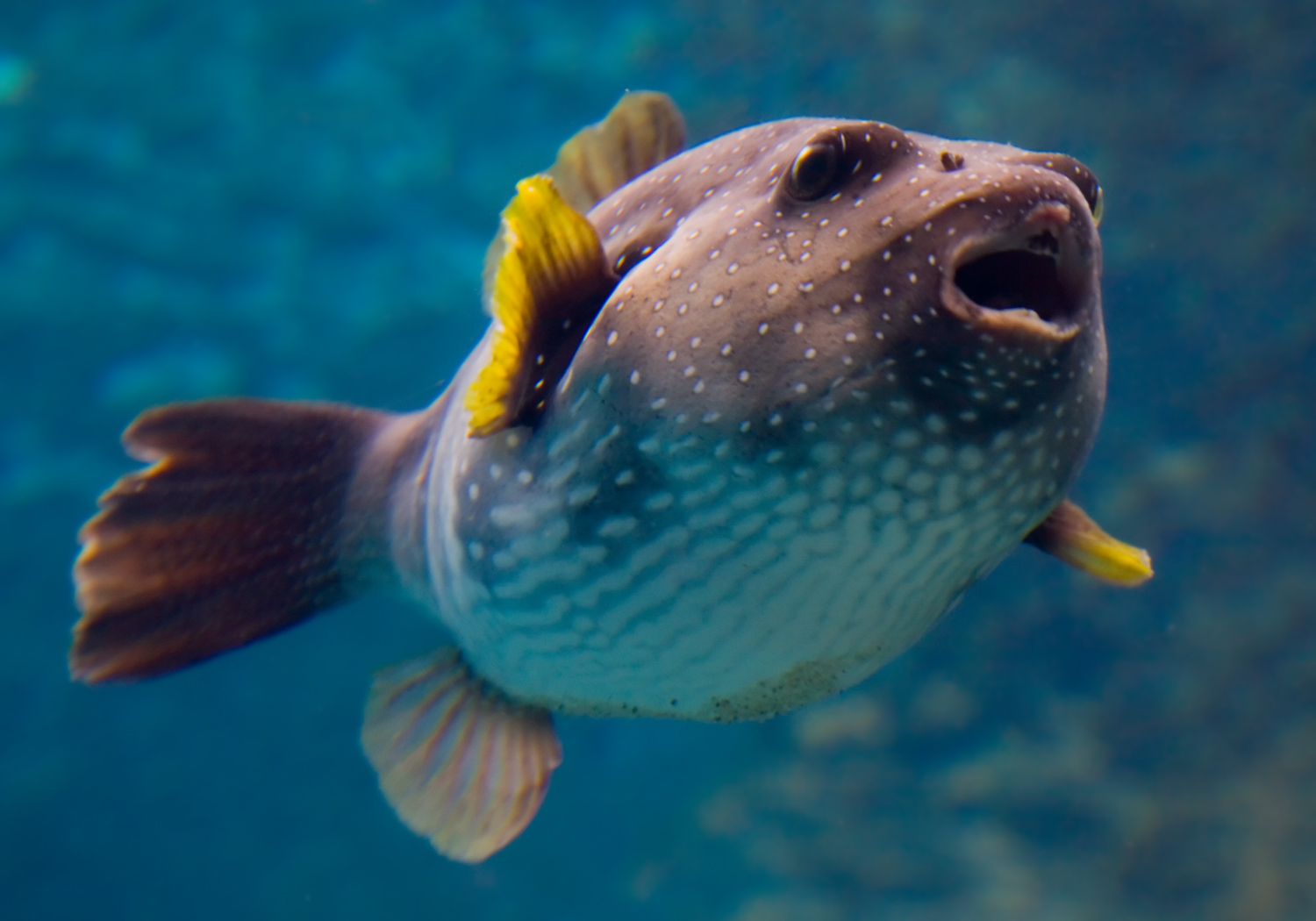
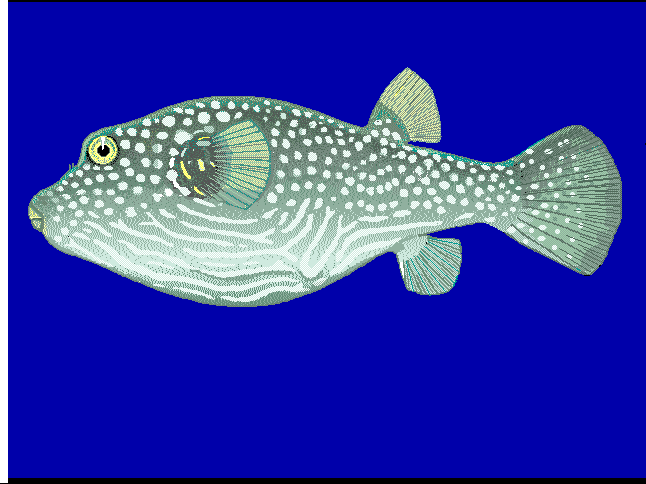
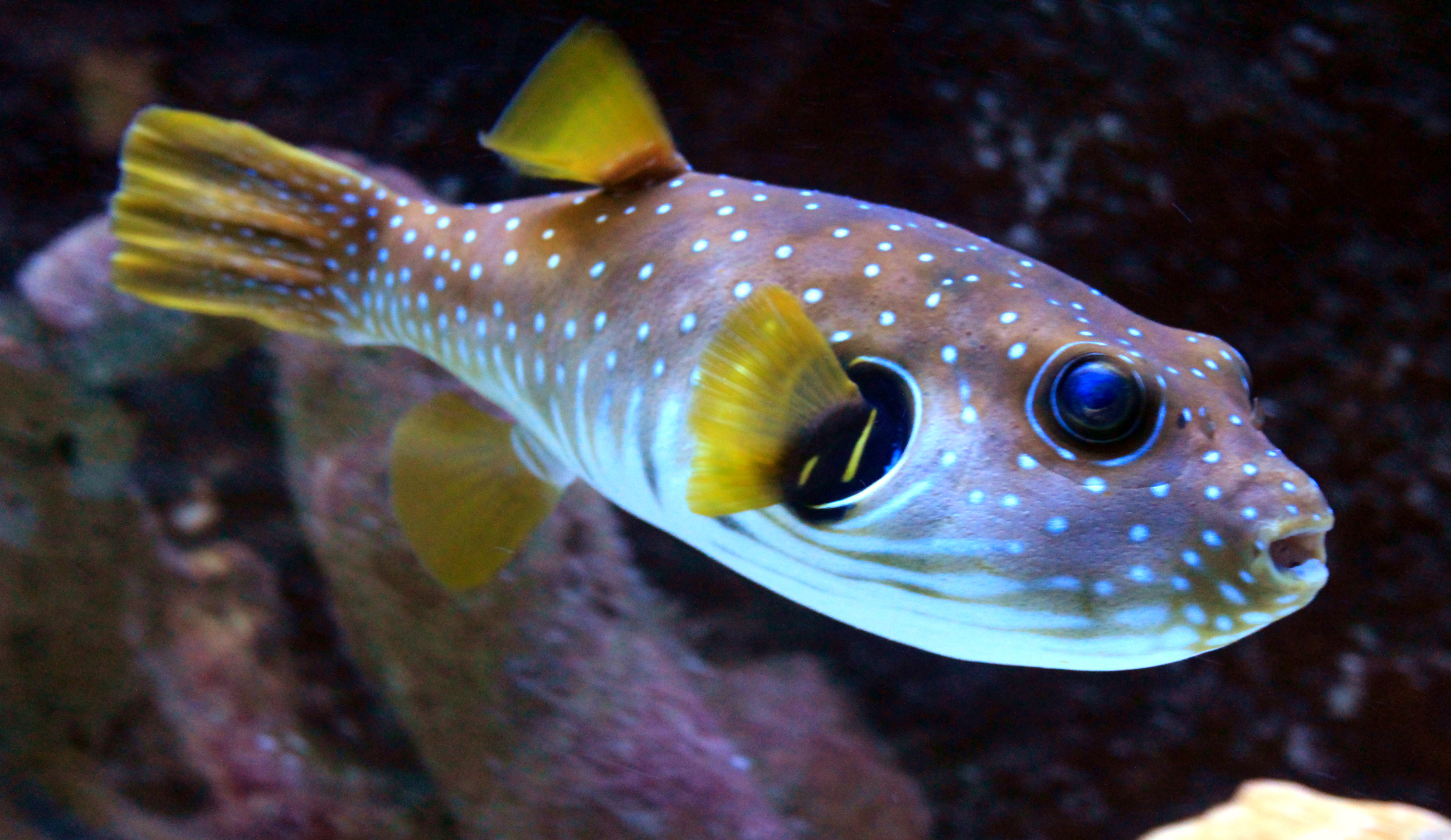
Bể cá cảnh cá biển Praha
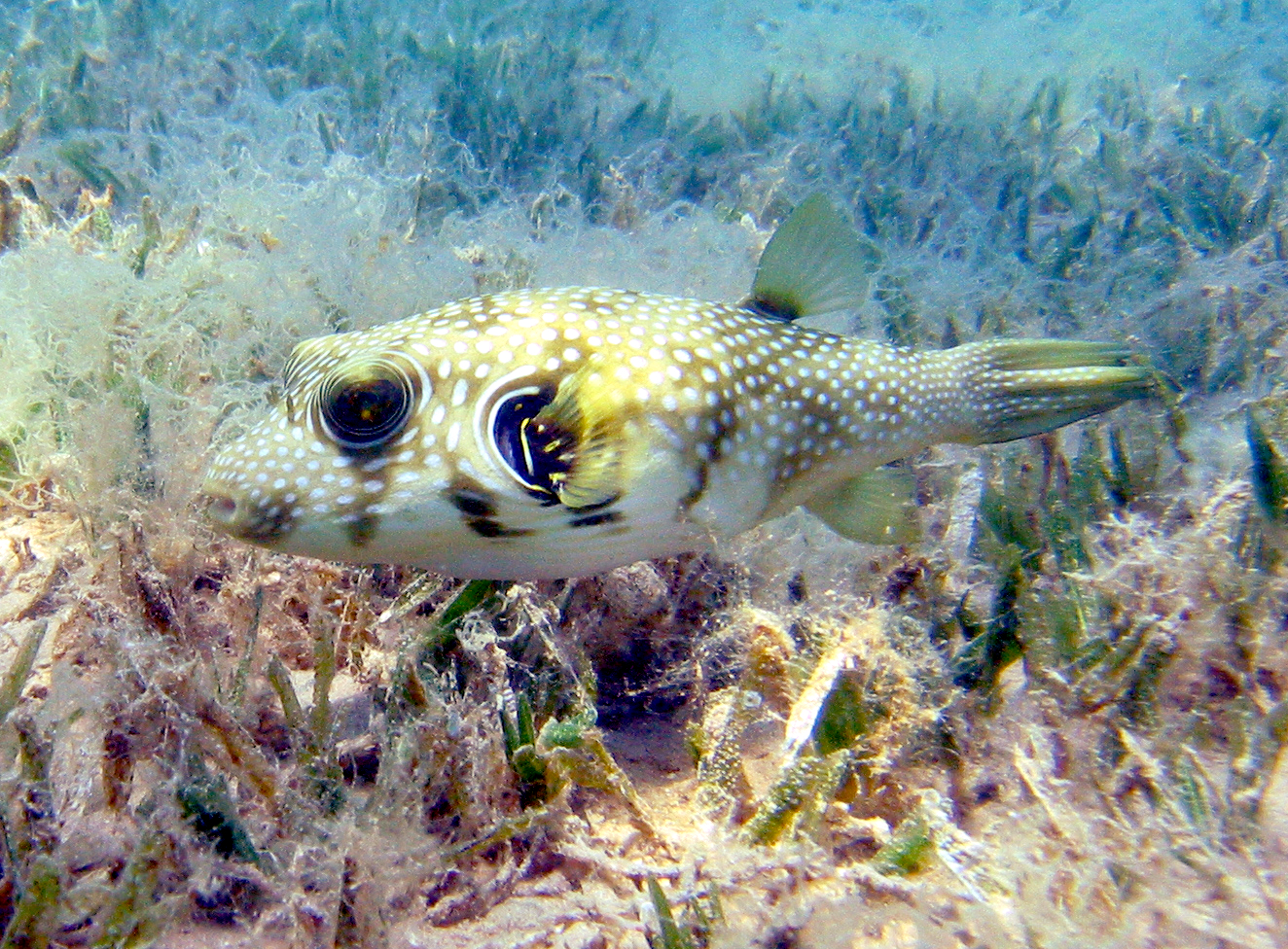
Cá nọc chuột vân bụng được tìm thấy ở các vùng cỏ biển